# 圣克里斯托夫迪吕阿
圣克里斯托夫-迪吕阿（法語：Saint-Christophe-du-Luat，法語發音：[sɛ̃ kʁistɔf dy lɥa]）是法国马耶讷省的一个旧市镇，属于拉瓦勒区。2019年，圣克里斯托夫-迪吕阿与市镇沙特尔拉福雷并入市镇埃夫龙。

## 地理
圣克里斯托夫-迪吕阿（48°8'1"N, 0°27'40"W）面积19.12 平方千米，位于法国卢瓦尔河地区大区马耶讷省，该省份为法国西北部内陆省份，北起芒什省和奧恩省，西接伊勒-维莱讷省，南至曼恩-卢瓦尔省，东临萨尔特省。
与圣克里斯托夫-迪吕阿接壤的市镇（或旧市镇、城区）包括：诺村、布雷、拉沙佩勒兰苏安、沙特尔拉福雷、埃夫龙、利韦、蒙叙尔。
圣克里斯托夫-迪吕阿的时区为UTC+01:00、UTC+02:00（夏令时）。

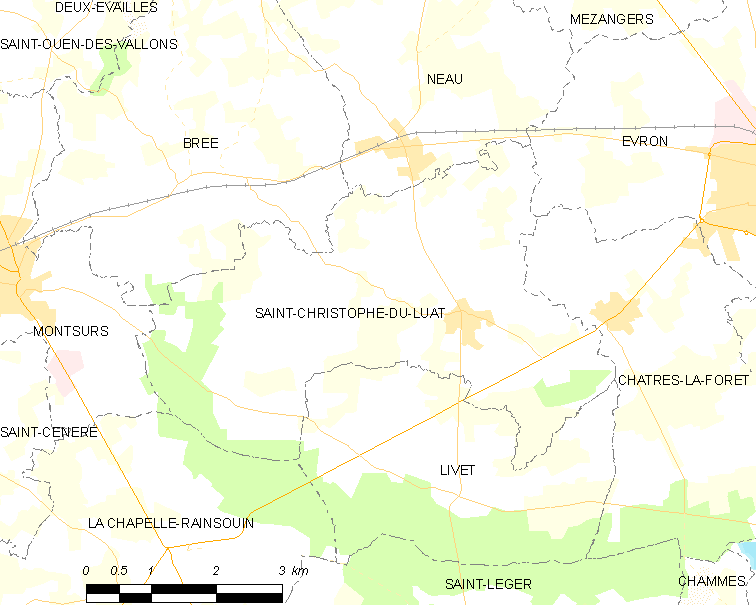
圣克里斯托夫-迪吕阿的OSM定位图

## 行政
圣克里斯托夫-迪吕阿的邮政编码为53150，INSEE市镇编码为53207。

## 政治
圣克里斯托夫-迪吕阿所属的省级选区为埃夫龙县。

## 人口

1962-2008年间圣克里斯托夫-迪吕阿人口变化图示

圣克里斯托夫-迪吕阿于2018年1月1日时的人口数量为766人。